# ロープ高所作業従事者
ロープ高所作業従事者（ロープこうしょさぎょうじゅうじしゃ）とは、ロープ高所作業従事者特別教育を修了した者。

## 受講資格
- 18歳以上

## 特別教育
- 各事業所（企業等）又は都道府県労働局長登録教習機関が行う。
- 告示で規定された履修時間は7時間（以上）となっている。

### 講習科目
- 学科（4時間）

1. ロープ高所作業に関する知識（1時間）
2. メインロープ等に関する知識（1時間）
3. 労働災害の防止に関する知識（1時間）
4. 関係法令（1時間）

- 実技（3時間）

1. ロープ高所作業の方法（2時間）
2. メインロープ等の点検（1時間）